# Steffi Jacob
Steffi Jacob (nacida Steffi Hanzlik, Schmalkalden, 30 de diciembre de 1975) es una deportista alemana que compitió en skeleton. Ganó una medalla de oro en el Campeonato Mundial de Skeleton de 2000 y una medalla de bronce en el Campeonato Europeo de Skeleton de 2004.

## Palmarés internacional
| Campeonato Mundial | Campeonato Mundial   | Campeonato Mundial | Campeonato Mundial |
| Año                | Lugar                | Medalla            | Prueba             |
| ------------------ | -------------------- | ------------------ | ------------------ |
| 2000               | Igls (Austria)       | Medalla de oro     | Individual         |
| Campeonato Europeo |                      |                    |                    |
| Año                | Lugar                | Medalla            | Prueba             |
| 2004               | Altenberg (Alemania) | Medalla de bronce  | Individual         |